# Roma-Roi

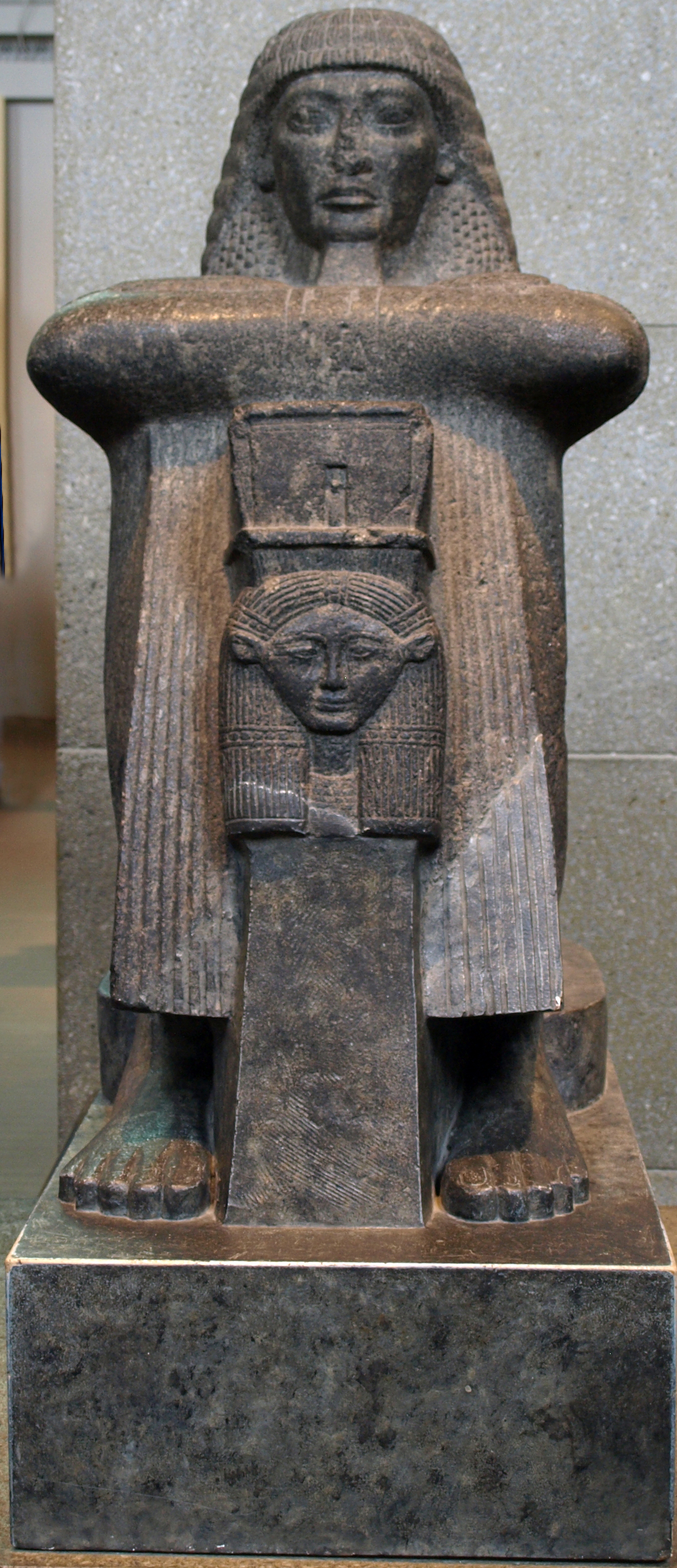
Roma-Roi szobra a British Museumban

Roma, más néven Roi ókori egyiptomi pap volt, Ámon főpapja a XIX. dinasztia idején, II. Ramszesz, majd Merenptah és valószínűleg II. Széthi uralkodása alatt is.
Roma Ámon második prófétájaként szolgált, végül előléptették első prófétává, azaz főpappá. Ebben a pozícióban bátyját, Bakenhonszut követte. Sírjában említik Tamut nevű feleségét, egy ma Leidenben őrzött sztélé pedig egy Tabeszt nevű nőt említ feleségeként. Sírja a Dirá Abu el-Naga-i TT283.